# Topeka (Indiana)
Pour la capitale de l’État du Kansas, voir Topeka.
La ville de Topeka est située dans le comté de LaGrange, dans l’État de l’Indiana, aux États-Unis. Sa population s’élevait à 1 153 habitants lors du recensement de 2010, estimée à 1 203 habitants en 2016.

## Source
- (en) Cet article est partiellement ou en totalité issu de l’article de Wikipédia en anglais intitulé « Topeka, Indiana » (voir la liste des auteurs).